# Белмонт (Каліфорнія)
Белмонт (англ. Belmont) — місто (англ. city) в США, в окрузі Сан-Матео штату Каліфорнія. Населення — 25 835 осіб (2010).

## Географія
Белмонт розташований в Кремнієвій долині за координатами 37°30′52″ пн. ш. 122°17′40″ зх. д. / 37.51444° пн. ш. 122.29444° зх. д. (37.514398, -122.294475).  За даними Бюро перепису населення США в 2010 році місто мало площу 11,99 км², з яких 11,97 км² — суходіл та 0,02 км² — водойми.

## Демографія
Згідно з переписом 2010 року, у місті мешкало 25 835 осіб у 10 575 домогосподарствах у складі 6851 родини. Густота населення становила 2154 особи/км².  Було 11028 помешкань (920/км²).
Расовий склад населення:
| - 67,6 % — білих - 19,9 % — азіатів - 1,6 % — чорних або афроамериканців - 0,8 % — вихідців з тихоокеанських островів - 0,3 % — корінних американців - 3,7 % — осіб інших рас |

До двох чи більше рас належало 6,1 %. Частка іспаномовних становила 11,5 % від усіх жителів.
За віковим діапазоном населення розподілялося таким чином: 20,9 % — особи молодші 18 років, 64,2 % — особи у віці 18—64 років, 14,9 % — особи у віці 65 років та старші. Медіана віку мешканця становила 40,9 року. На 100 осіб жіночої статі у місті припадало 95,4 чоловіків;  на 100 жінок у віці від 18 років та старших — 92,5 чоловіків також старших 18 років.
Середній дохід на одне домашнє господарство  становив 149 996 доларів США (медіана — 109 631), а середній дохід на одну сім'ю — 188 789 доларів (медіана — 149 627). Медіана доходів становила 110 128 доларів для чоловіків та 78 000 доларів для жінок. За межею бідності перебувало 6,2 % осіб, у тому числі 7,5 % дітей у віці до 18 років та 6,3 % осіб у віці 65 років та старших.
Цивільне працевлаштоване населення становило 13 521 осіб. Основні галузі зайнятості: науковці, спеціалісти, менеджери — 24,5 %, освіта, охорона здоров'я та соціальна допомога — 22,0 %, виробництво — 12,4 %, роздрібна торгівля — 9,6 %.